# 베키 해먼
베키 해먼(영어: Becky)으로 잘 알려진 리베카 린 해먼(영어: Rebecca Lynn Hammon, 러시아어: Ребе́кка Линн Хэ́ммон 레베카 린 함몬[*], 1977년 3월 11일~)은 미국과 러시아의 농구 선수, 지도자로 포지션은 포인트 가드이다. 현역 시절 전미 여자 농구 협회(WNBA)의 뉴욕 리버티와 샌안토니오 실버스타스 소속으로 활동했다. 1998년에 미국 여자 국가대표 선수로 활동했으나 2008년에 러시아 국적을 취득하여 러시아 국가대표 선수로 활동했다. 러시아로 귀화한 후 2008년 하계 올림픽에서 동메달을 획득했고 2009년 유로바스켓에서 준우승을 차지했다.
은퇴 후에는 농구 지도자가 되었으며 2014년에 전미 농구 협회(NBA)의 샌안토니오 스퍼스의 코치가 되어 NBA 최초의 여성 코치가 되었다. 현재 WNBA의 라스베이거스 에이시스 감독 겸 단장을 맡고 있다.